# Педро Ранжел
Педро Феліпе де Фарія Ранжел (порт. Pedro Felipe de Faria Rangel, 29 червня 2000, Непомусену) — бразильський футболіст, воротар клубу «Флуміненсе».

## Клубна кар'єра
Вихованець клубів «Ітапіренсе» та «Флуміненсе». 5 березня 2021 року в поєдинку Ліги Каріока проти «Резенді» Педро дебютував за основний склад у складі останніх. 27 серпня 2023 року в матчі проти «Атлетіко Паранаенсе» він дебютував у бразильській Серії A. У тому ж році Ранжел допоміг клубу вперше в історії здобути Кубок Лібертадорес, хоча на поле не виходив.

## Досягнення
- Чемпіон штату Ріо-де-Жанейро: 2023
- Володар Кубка Лібертадорес: 2023